# Challenger de Samarcanda 2014
El Samarkand Challenger 2014 fue un torneo de tenis profesional jugado en canchas de tierra batida. Se disputó la 18.ª edición del torneo que formó parte del circuito ATP Challenger Tour 2014. Se llevó a cabo en Samarcanda, Uzbekistán entre el 12 y el 18 de mayo del año 2014.

## Jugadores participantes del cuadro de individuales
| Favorito | País                            | Jugador                 | Rank1 | Posición en el torneo |
| -------- | ------------------------------- | ----------------------- | ----- | --------------------- |
| 1        | Bandera de Uzbekistán           | Denis Istomin           | 55    | Segunda ronda         |
| 2        | Bandera de Bosnia y Herzegovina | Damir Džumhur           | 131   | Segunda ronda         |
| 3        | Bandera de Austria              | Gerald Melzer           | 151   | Semifinales           |
| 4        | Bandera de Uzbekistán           | Farrukh Dustov          | 165   | CAMPEÓN               |
| 5        | Bandera de Croacia              | Toni Androić            | 222   | Segunda ronda         |
| 6        | Bandera de Canadá               | Filip Peliwo            | 223   | Segunda ronda         |
| 7        | Bandera de Chile                | Hans Podlipnik-Castillo | 224   | Primera ronda         |
| 8        | Bandera de España               | Gerard Granollers       | 227   | Baja                  |
| 9        | Bandera de Lituania             | Laurynas Grigelis       | 232   | Primera ronda         |

| Posición en el torneo   |
| ----------------------- |
| Primera y segunda ronda |
| Cuartos de final        |
| Semifinales             |
| FINAL                   |
| CAMPEÓN                 |

- 1 Se ha tomado en cuenta el ranking del 5 de mayo de 2014.

### Otros participantes
Los siguientes jugadores recibieron una invitación (wild card), por lo tanto ingresan directamente al cuadro principal (WC):
- Sarvar Ikramov
- Temur Ismailov
- Karen Jachanov
- Vaja Uzakov

Los siguientes jugadores ingresan al cuadro principal tras disputar el cuadro clasificatorio (Q):
- Anton Zaitsev
- Sanjar Fayziev
- Denys Molchanov
- Alexander Lobkov

## Jugadores participantes en el cuadro de dobles

### Cabezas de serie
| Favorito | País                        | Jugador            | País                        | Jugador         | Rank1 | Posición en el torneo |
| -------- | --------------------------- | ------------------ | --------------------------- | --------------- | ----- | --------------------- |
| 1        | Bandera de Irlanda          | James Cluskey      | Bandera de la India         | Saketh Myneni   | 345   | Primera ronda         |
| 2        | Bandera de Bielorrusia      | Sergey Betov       | Bandera de Bielorrusia      | Alexander Bury  | 373   | CAMPEONES             |
| 3        | Bandera de Uzbekistán       | Farrukh Dustov     | Bandera de Ucrania          | Denys Molchanov | 404   | Cuartos de final      |
| 4        | Bandera de los Países Bajos | Antal van der Duim | Bandera de los Países Bajos | Boy Westerhof   | 417   | Cuartos de final      |

- 1 Se ha tomado en cuenta el ranking del 5 de mayo de 2014.

## Campeones

### Individual Masculino
- Farrukh Dustov derrotó en la final a  Aslan Karatsev, 7–64, 6–1.

### Dobles Masculino
- Sergey Betov /  Alexander Bury  derrotaron en la final a  Shonigmatjon Shofayziyev /  Vaja Uzakov por 6-4 y 6-3.